# Медардо Россо
Медардо Россо (італійською: [meˈdardo ˈrosso]; 21 червня 1858 — 31 березня 1928) — італійський скульптор. Вважається, як і його сучасник і шанувальник Огюст Роден представником постімпресіонізму.

## Біографія та роботи
Россо народився у Турині, де його батько працював інспектором залізничної станції. Сім'я переїхала до Мілана, коли Россо було 12 років. У віці 24 років, після призову до армії, Россо записався до Академії Брери, звідки його незабаром відрахували, коли він вдарив студента, який відмовився підписувати петицію про використання живих моделей і частин тіла для класів малювання, що було стандартною практикою в італійських академіях на той час. У своєму альманасі про живих художників 1889 року Анджело де Губернатіс подав романтизований опис ранніх років Россо як художника:

У кожній школі, з кожним методом, з кожною Академією він повставав. Гидився всього, що смерділо торгівлею або штучністю. Незабаром опинився сам, без підтримки, без майстра, без радників і з купою захоплених і заздрісних колег, які ставили перепони на його шляху, коли він демонстрував свої здібності, свою винахідливість. Але біблійна приказка «Іди один!» не лякала його, навіть у тих довгих щоденних бдіннях, у боротьбі із цілою системою, що панувала багато років. Незважаючи на сильних опонентів, він відчув, що його сила зростає, розвинув його талант, накреслив новий величезний художній горизонт ніколи доти не бачений, і почав працювати і випробовувати його.

## Обрані скульптури

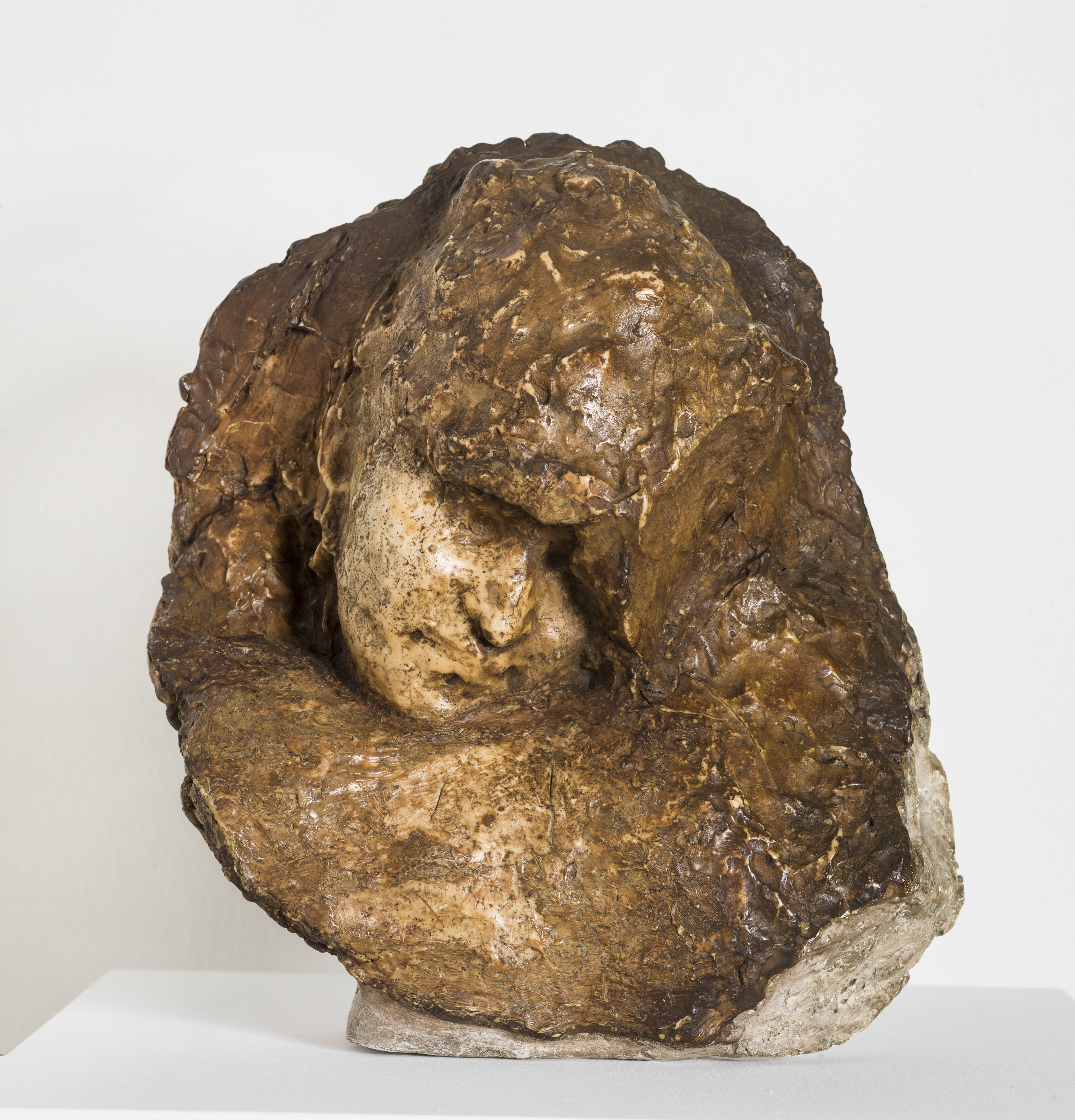
Carne altrui (Flesh of Others), 1883–84
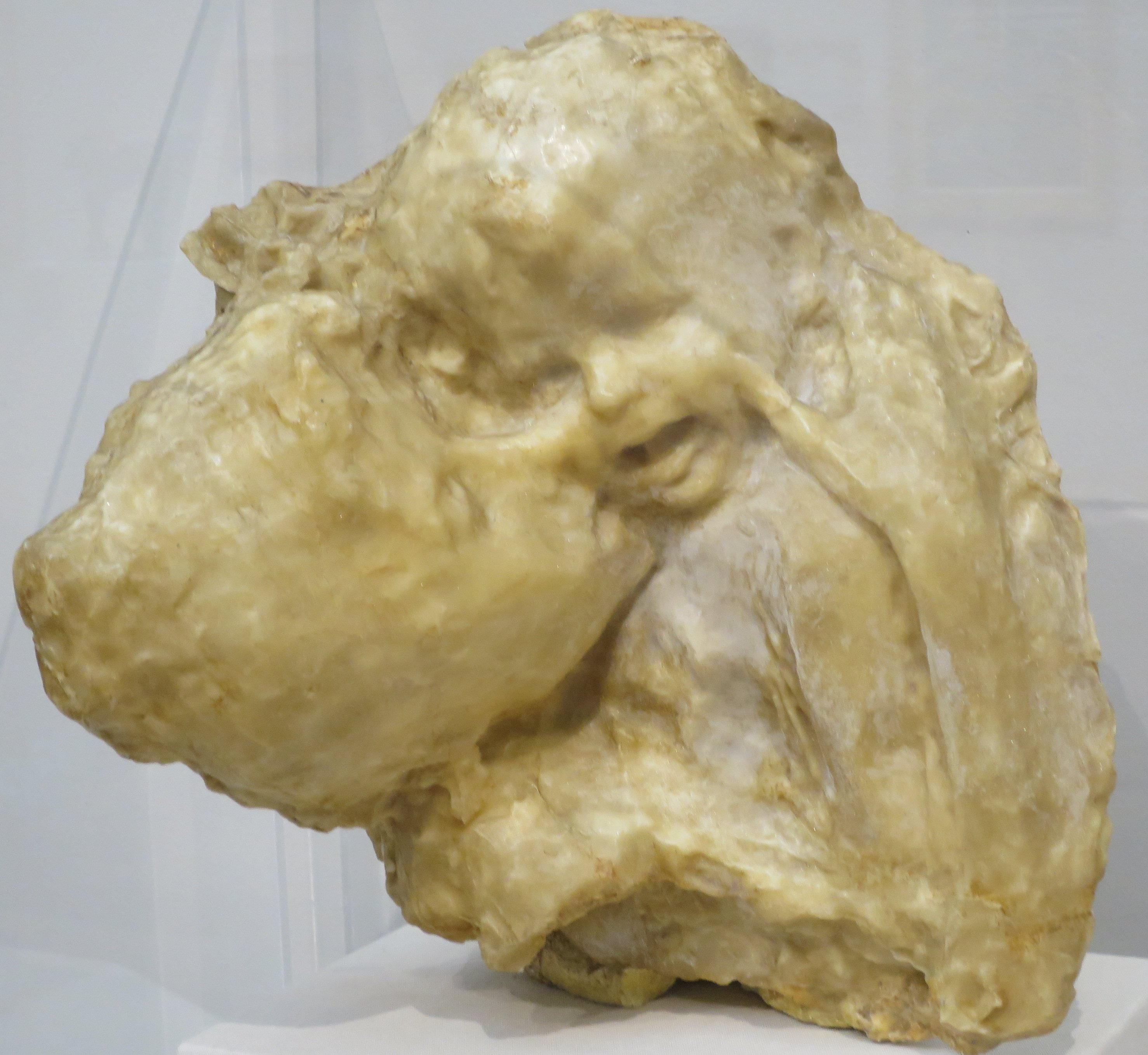
Aetas aurea (Golden Age), late 1885-86
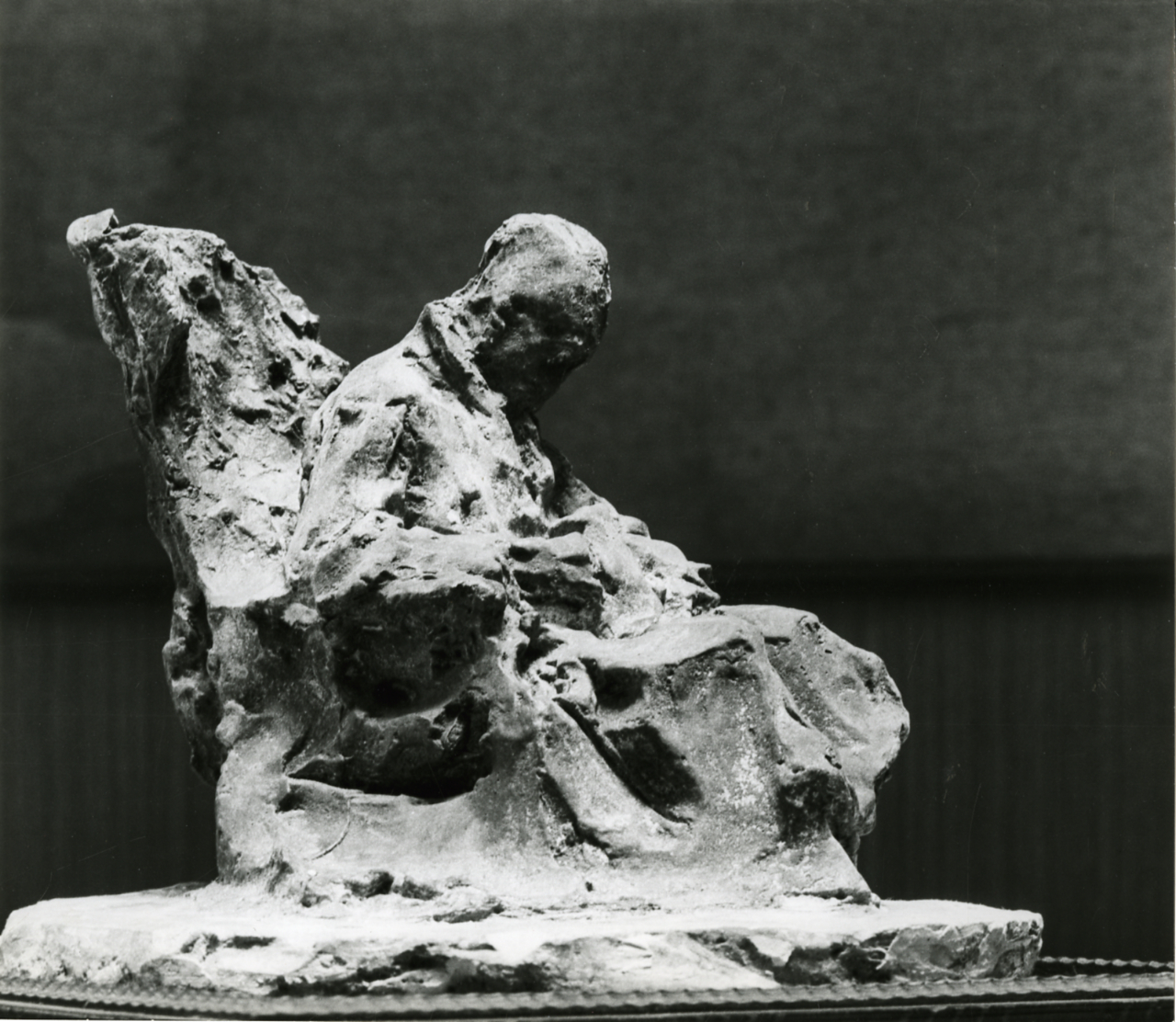
Malato all'ospedale, 1889
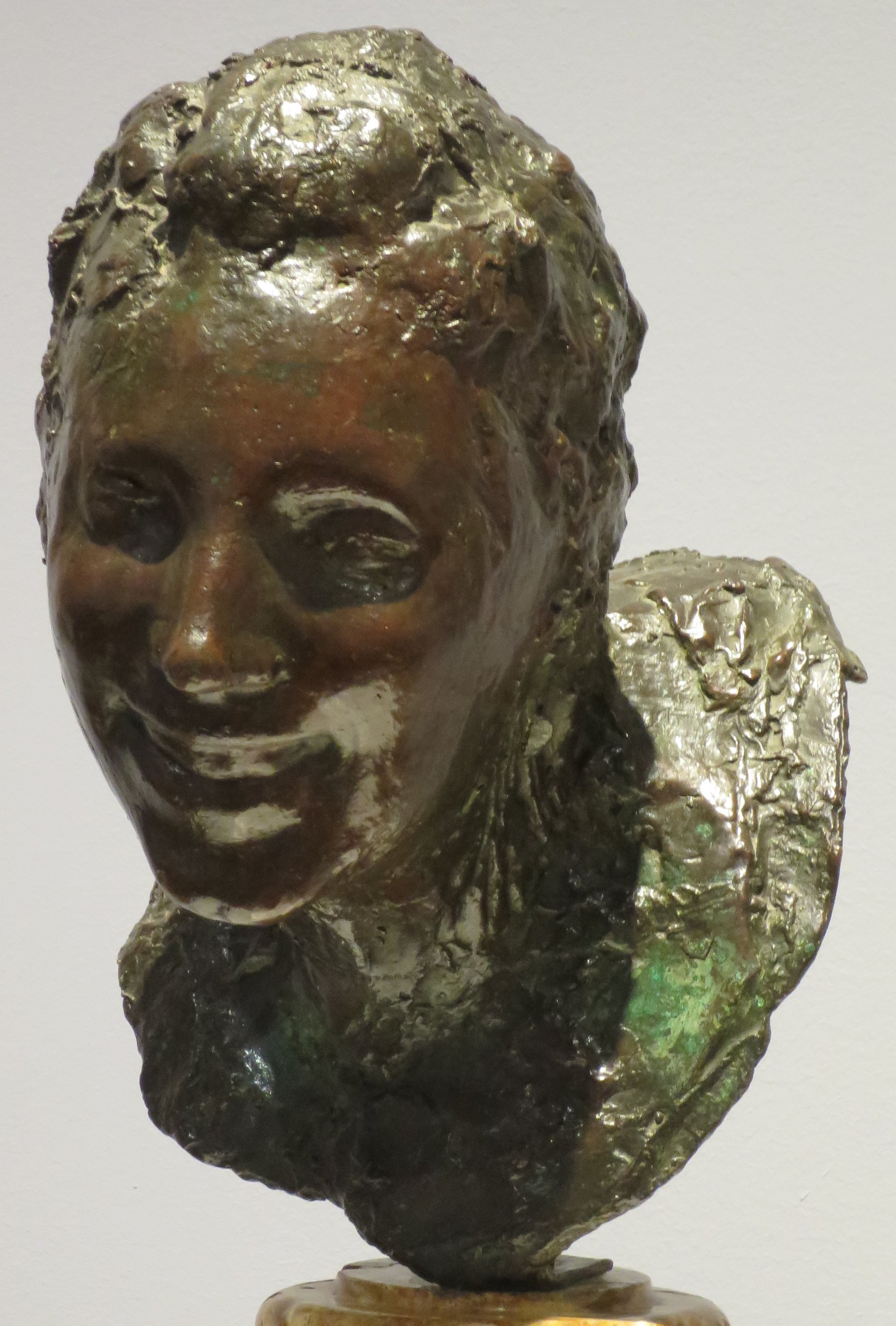
Petite femme riant, 1890
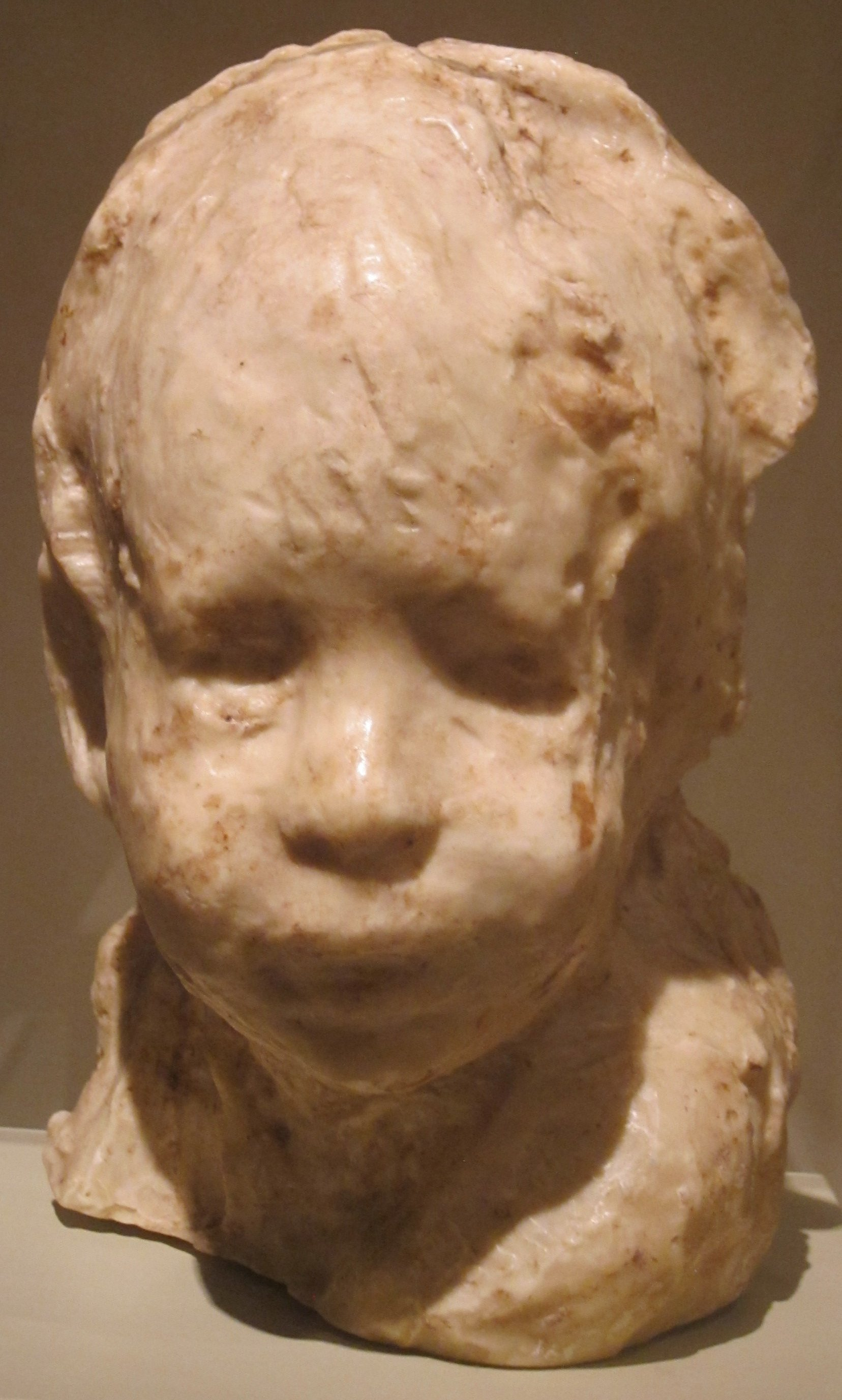
Bambino ebreo (Jewish Boy), 1892–94
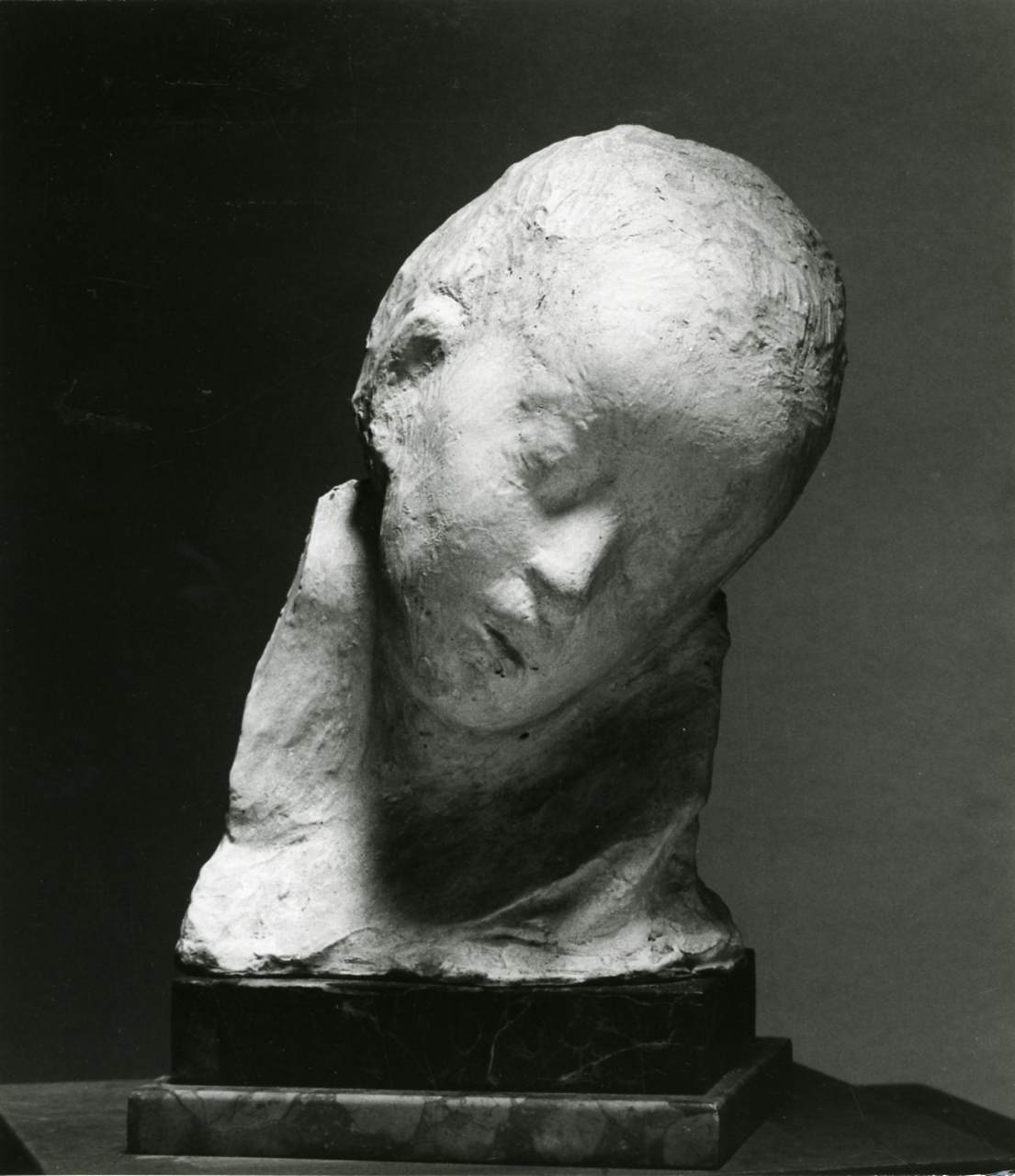
Enfant malade (Sick Child), 1893–94
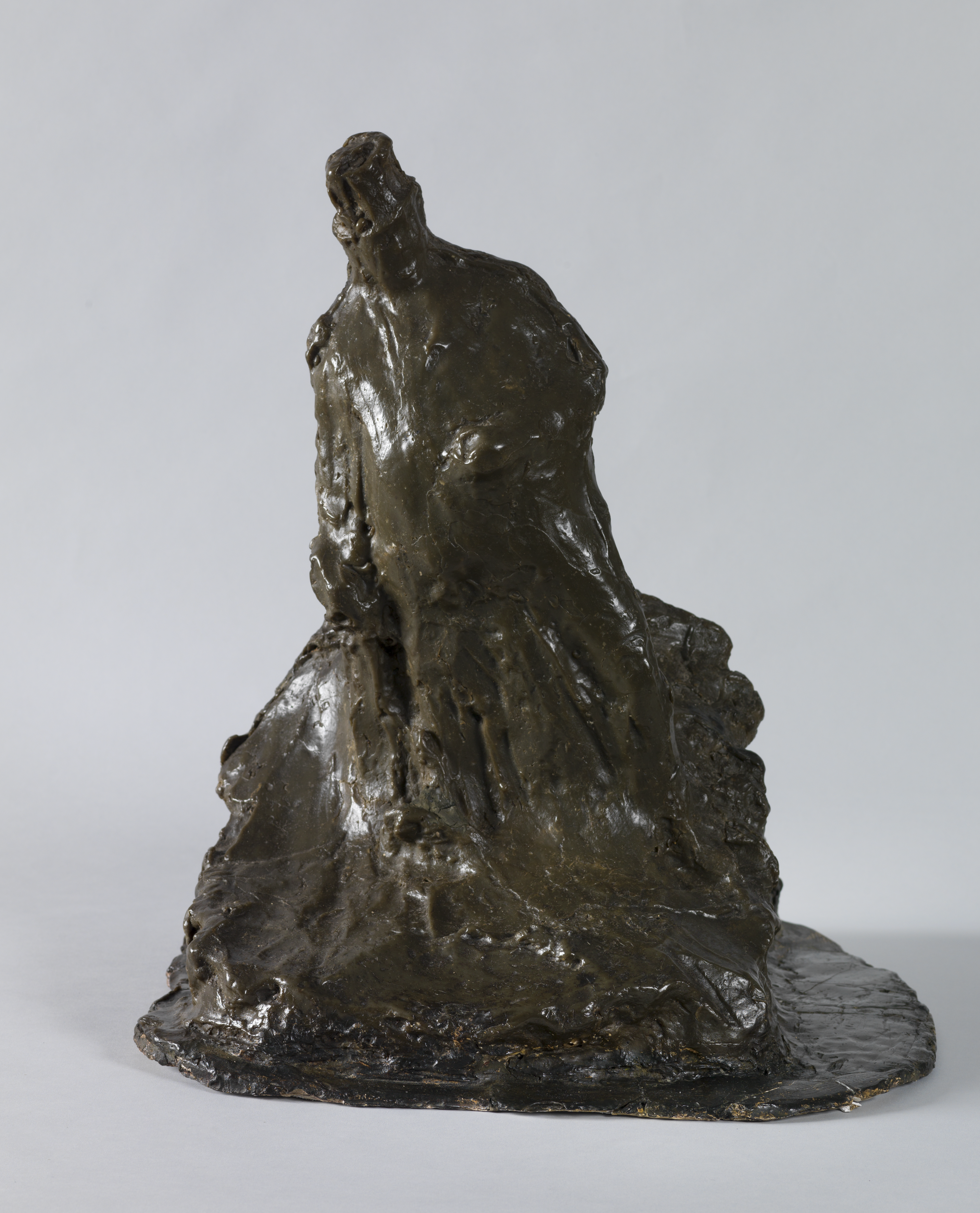
Bookmaker, 1893–95
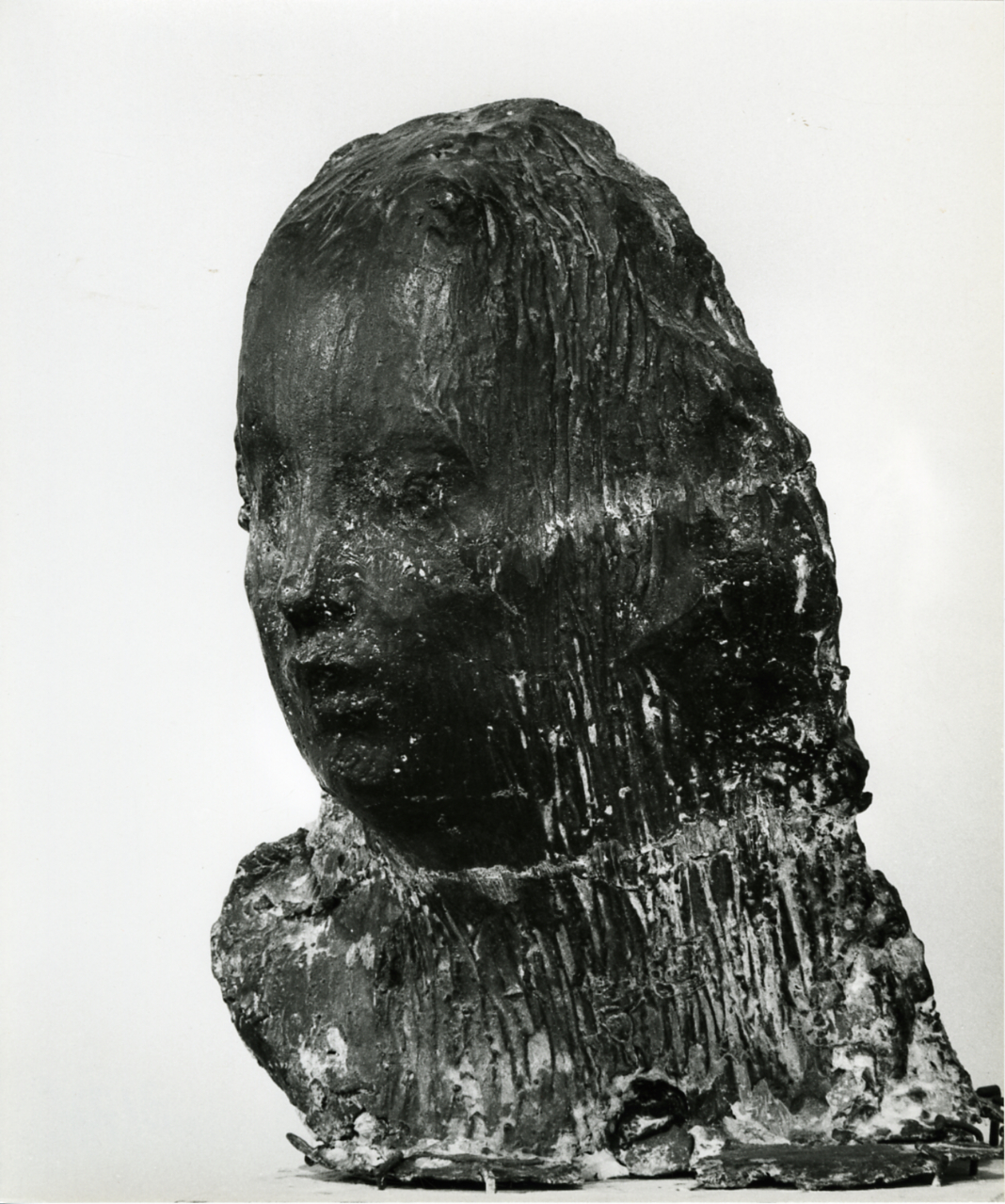
Ecce Puer, 1906